# Sergio Cossio
Sergio Daniel Cossio Domínguez (Durango, siglo XX) es un artista marcial mixto mexicano que compite en la división de peso wélter de Professional Fighters League (PFL).

## Carrera de artes marciales mixtas

### Carrera temprana
Cossio inició su carrera profesional en MMA el 31 de agosto de 2013 y desde entonces, ha acumulado una racha equilibrada de 8 victorias, 8 derrotas y 1 empate en diecisiete combates antes de firmar para LUX Fight League.

### LUX Fight League
Cossio hizo se debut promocional en LUX el 17 de febrero de 2018, enfrentándose a Mike de la Torre en LUX 002. Ganó la pelea por decisión unánime. Sin embargo, en el evento siguiente, LUX 003 realizada el 5 de octubre de ese año, cayó ante Hugo Flores por el mismo resultado.
En 2019, Cossio sumó tres victorias al hilo. La primera pelea siendo ante Marco Beristain el 15 de marzo en LUX 004 por sumisión tras una guillotina, la segunda ante Ricardo Arreola el 30 de agosto en LUX 006 por nocaut técnico en el tercer asalto, y la tercera ante Allan Zúñiga el 29 de noviembre en LUX 007 -nuevamente- por nocaut técnico en el tercer asalto.

#### Campeonato de Peso Ligero de LUX
Para 2020, Cossio fue programado para enfrentar a Hugo Flores en una pelea de revancha, aunque esta vez con el Campeonato de Peso Ligero de LUX (que estaba vacante) en la línea. La pelea se llevó a cabo el 14 de febrero de 2020 en LUX 008, donde Cossio logró la victoria por decisión unánime para convertirse en el nuevo campeón ligero.

#### Segundo Campeonato de Peso Ligero
El 26 de mayo de 2022, Cossio tuvo la oportunidad de recuperar el título ligero que había dejado vacante, enfrentando a Édgar Delgado el 26 de mayo de 2022 en LUX 022. Con un soberbio KO en el primer asalto, se convierte en dos veces campeón de la división ligero.
Cossio haría su primera defensa titular en un duelo contra Fernando Martínez el 9 de diciembre de 2022 en LUX 029. Ganó la pelea debido una detención de esquina en el tercer asalto. Posteriormente en 2023, dejaría nuevamente el título vacante luego de que se anunciara su fichaje a Bellator MMA.

### Bellator MMA
Cossio debutó en Bellator MMA el 7 de octubre de 2023 y allí se enfrentaba a Jesse Roberts en el evento Bellator 300. Ganó la pelea por sumisión con un triangle choke en el tercer asalto.

### Professional Fighters League
Debido a la adquisición de Bellator por parte de la Professional Fighters League (PFL) en noviembre de 2023, Cossio también podía competir en eventos de esta última promotora. Su primera pelea en PFL fue contra Anthony Romero el 21 de junio de 2024 en PFL 5: 2024 Regular Season, la cual ganó por decisión unánime.
Cossio se enfrentó a Dedrek Sanders el 2 de agosto de 2024 en PFL 7: 2024 Regular Season en un combate de peso pactado después de que Cossio no pudiese alcanzar las libras requeridas en la báscula. Perdió la pelea por KO en el primer asalto. 

## Campeonatos y logros
- LUX Fight League
  - Campeonato de Peso Ligero de LUX (dos veces)
  - Primer peleador en ganar dos veces un título de LUX
  - Empatado (con Jorge Calvo Martín) en el mayor número de eventos principales en la historia de LUX (6)
  - Empatado (con Jorge Calvo Martín) en la mayor cantidad de victorias en eventos principales en la historia de LUX (5)
  - Empatado (con Jorge Calvo Martín) en la segunda mayor cantidad de victorias consecutivas en la historia de LUX (7)
  - Segunda finalización más rápida en una pelea titular de LUX (0:12) vs. Alan Domínguez

## Récord en artes marciales mixtas
| Récord profesional | Récord profesional | Récord profesional |
| 30 peleas          | 19 victorias       | 10 derrotas        |
| ------------------ | ------------------ | ------------------ |
| Nocaut             | 6                  | 4                  |
| Sumisión           | 9                  | 5                  |
| Decisión           | 4                  | 1                  |
| Empate             | 1                  | 1                  |

| Resultado | Récord  | Oponente                   | Método                      | Evento                                 | Fecha                    | Ronda | Tiempo | Localización          | Notas                                                                                           |
| --------- | ------- | -------------------------- | --------------------------- | -------------------------------------- | ------------------------ | ----- | ------ | --------------------- | ----------------------------------------------------------------------------------------------- |
| Derrota   | 19–10–1 | Dedrek Sanders             | KO (golpe)                  | PFL 7: 2024 Playoffs                   | 2 de agosto de 2024      | 1     | 2:34   | Nashville, Tennessee  |                                                                                                 |
| Victoria  | 19–9–1  | Anthony Romero             | Decisión (unánime)          | PFL 5: 2024 Regular Season             | 21 de junio de 2024      | 3     | 5:00   | Salt Lake City, Utah  |                                                                                                 |
| Victoria  | 18–9–1  | Jesse Roberts              | Sumisión (triangle choke)   | Bellator 300                           | 7 de octubre de 2023     | 3     | 4:05   | San Diego, California |                                                                                                 |
| Victoria  | 17–9–1  | Fernando Martínez          | TKO                         | LUX 029                                | 9 de diciembre de 2022   | 5     | 2:00   | Ciudad de México      | Defendió el Campeonato de Peso Ligero de LUX. Tiempo después, volvió a dejar vacante el título. |
| Victoria  | 16–9–1  | Édgar Delgado              | KO (golpe)                  | LUX 022                                | 26 de mayo de 2022       | 1     | 4:59   | Ciudad de México      | Ganó el vacante Campeonato de Peso Ligero de LUX.                                               |
| Victoria  | 15–9–1  | Alan Domínguez             | Sumisión (guillotine choke) | LUX 016                                | 17 de septiembre de 2021 | 1     | 1:55   | Ciudad de México      | Defendió el Campeonato de Peso Ligero de LUX. Dejo vacante el título.                           |
| Victoria  | 14–9–1  | Hugo Flores                | Decisión (unánime)          | LUX 008                                | 14 de febrero de 2020    | 5     | 5:00   | Ciudad de México      | Ganó el vacante Campeonato de Peso Ligero de LUX.                                               |
| Victoria  | 13–9–1  | Allan Zúñiga               | TKO (golpes)                | LUX 007                                | 29 de noviembre de 2019  | 3     | 1:41   | Monterrey             |                                                                                                 |
| Victoria  | 12–9–1  | Ricardo Arreola            | TKO (golpes)                | LUX 006                                | 30 de agosto de 2019     | 3     | 4:05   | Monterrey             |                                                                                                 |
| Victoria  | 11–9–1  | Marco Beristain            | Sumisión (guillotine choke) | LUX 004                                | 15 de marzo de 2019      | 1     | 2:04   | Ciudad de México      |                                                                                                 |
| Derrota   | 10–9–1  | Hugo Flores                | Decisión (unánime)          | LUX 003                                | 5 de octubre de 2018     | 3     | 5:00   | Ciudad de México      |                                                                                                 |
| Victoria  | 10–8–1  | Jonas Coelho               | Sumisión (rear-naked choke) | FWX MMA                                | 7 de julio de 2018       | 3     | N/A    | Durango               |                                                                                                 |
| Victoria  | 9–8–1   | Mike de la Torre           | Decisión (unánime)          | LUX 002                                | 17 de febrero de 2018    | 3     | 5:00   | Ciudad de México      |                                                                                                 |
| Derrota   | 8–8–1   | Alejandro Solano Rodríguez | Sumisión (rear-naked choke) | Calvo Promotions 13                    | 4 de mayo de 2017        | 3     | 2:14   | San José              |                                                                                                 |
| Victoria  | 8–7–1   | José Ruelas                | Decisión (dividida)         | All Rounder Fight Club 2               | 10 de diciembre de 2016  | 5     | 5:00   | Mazatlán              |                                                                                                 |
| Empate    | 7–7–1   | Daniel Salas               | Empate (mayoritario)        | XFL CDMX 2016                          | 19 de agosto de 2016     | 3     | 5:00   | Ciudad de México      |                                                                                                 |
| Victoria  | 7–7     | Ricardo Díaz               | Sumisión (rear-naked choke) | FMP 36: Durango vs. Monterrey          | 23 de julio de 2016      | 1     | 4:59   | Durango               |                                                                                                 |
| Victoria  | 6–7     | Alvaro Enriquez            | TKO (golpes)                | Xtreme Elite Fighters 3                | 15 de abril de 2016      | 2     | 4:16   | Epazoyucan            |                                                                                                 |
| Victoria  | 5–7     | Antonio Suárez             | Sumisión (kneebar)          | Xtreme Elite Fighters 3                | 15 de abril de 2016      | 1     | 4:56   | Epazoyucan            |                                                                                                 |
| Victoria  | 4–7     | Miguel Angel Cabrera       | Sumisión (guillotine choke) | MMA Madness                            | 27 de febrero de 2016    | 1     | 0:38   | México                |                                                                                                 |
| Derrota   | 3–7     | Marcos Rodríguez           | TKO (golpes)                | Red Cage 2: La Revancha                | 19 de diciembre de 2015  | 1     | 0:28   | Chihuahua             |                                                                                                 |
| Victoria  | 3–6     | José Luis Rios             | Sumisión (armbar)           | MMA Revolution: Iron Kick vs. Red Cage | 20 de noviembre de 2015  | 1     | 2:54   | Durango               |                                                                                                 |
| Derrota   | 2–6     | Heriberto Tovar            | TKO (golpes)                | Combate Extremo: Rudo vs. Drako        | 29 de mayo de 2015       | 2     | 0:00   | Pachuca de Soto       |                                                                                                 |
| Derrota   | 2–5     | Román Alcantar             | Sumisión                    | World Best Gladiators 8                | 18 de abril de 2015      | 2     | 3:48   | Chihuahua             |                                                                                                 |
| Derrota   | 2–4     | Horacio Gutiérrez          | KO (golpe)                  | CFN MMA League 3                       | 28 de febrero de 2015    | 1     | 1:58   | Guadalajara           |                                                                                                 |
| Derrota   | 2–3     | Ramón Grano                | Sumisión                    | FMP 25: 6th Anniversary                | 21 de diciembre de 2014  | 2     | 0:00   | Chihuahua             |                                                                                                 |
| Victoria  | 2–2     | Marco Antonio Pardo        | TKO                         | Maximum Cage Fighting VIP 5            | 18 de octubre de 2014    | 2     | 2:35   | Ciudad de México      |                                                                                                 |
| Derrota   | 1–2     | Erick Montaño              | Sumisión (rear-naked choke) | Xtreme Kombat 27                       | 17 de octubre de 2014    | 1     | N/A    | Ciudad de México      |                                                                                                 |
| Derrota   | 1–1     | Pedro Romero               | Sumisión (guillotine choke) | CFN MMA League 1                       | 6 de septiembre de 2014  | 2     | 1:44   | Guadalajara           |                                                                                                 |
| Victoria  | 1–0     | Edgar Falcon               | Sumisión                    | Xtreme Kombat 20                       | 31 de agosto de 2013     | 1     | 0:40   | Cuautitlan Izcalli    |                                                                                                 |